# Moonglow
Moonglow es el octavo álbum de larga duración del proyecto de ópera metal alemana Avantasia de Tobias Sammet. Fue lanzado el 15 de febrero de 2019 a través de Nuclear Blast. Al igual que en proyectos anteriores de Avantasia, el álbum incluye colaboraciones extensas con vocalistas invitados que regresan y también con nuevos.  Cuenta con 11 temas (12 incluyendo su bonus track) y fue respaldado por una gira mundial. 
Después del Ghostlights World Tour, Tobias Sammet se sintió agotado y decidió tomar un descanso. Comenzó a escribir canciones para lo que tal vez se convertiría en un álbum en solitario, pero se dio cuenta de que las canciones sonaban como Avantasia y decidió escribir una continuación del álbum de 2016. A diferencia de los lanzamientos anteriores, no tenía una fecha límite para Moonglow.
Sammet comentó que cree que Moonglow es el álbum más "adornado y detallado que hemos producido", incluyendo "elementos celtas, elementos de música del mundo, grandes coros, material atmosférico [y] increíbles interpretaciones vocales invitadas". En otra entrevista, añadió que el disco contendría "grandes interpretaciones vocales, grandes canciones, cosas épicas, cosas fantásticas, cosas diversas... música del mundo, power metal, pop ... todo". Parte del álbum fue escrito y grabado en Inglaterra, un país que Sammet considera muy inspirador para él.
El álbum marca las primeras actuaciones invitadas de Hansi Kürsch y Candice Night en un álbum de Avantasia. Sammet inicialmente quería que Kürsch cantara en The Metal Opera, pero no pudo hacerlo debido a conflictos de programación. Cuando escribió "Moonglow", inicialmente no tenía a Night en mente, pero cuando intentó pensar en alguien que cantara en la canción, ella parecía el nombre ideal.

### Título y tema
La inspiración para el título del álbum surgió de la fascinación de Sammet por la Luna. La historia sigue a una criatura nocturna que lucha por hacer frente a la realidad de la audacia y la belleza y termina recurriendo a la oscuridad del resplandor de la luna para esconderse del mundo.
Las letras tratan temas como la adaptación y la falta de adaptación, las expectativas, las convicciones y el sentirse fuera de lugar y se enmarcan en los géneros gótico victoriano y romanticismo oscuro.

### Obra de arte
La portada del álbum está influenciada por Tim Burton ; fue creada por el pintor sueco Alexander Janssobn basándose en lo que Sammet le contó sobre la historia del personaje.

## Listado de canciones
Todas las canciones están escritas por Tobias Sammet, excepto "Maniac" de Dennis Matkosky y Michael Sembello .

| N.º | Título                            | Guest vocalist(s)                                       | Duración |  |
| 1.  | «Ghost in the Moon»               |                                                         | 9:51     |  |
| 2.  | «Book of Shallows»                | Hansi Kürsch, Ronnie Atkins, Jørn Lande, Mille Petrozza | 5:00     |  |
| 3.  | «Moonglow»                        | Candice Night                                           | 3:56     |  |
| 4.  | «The Raven Child»                 | Kürsch, Lande                                           | 11:16    |  |
| 5.  | «Starlight»                       | Atkins                                                  | 3:38     |  |
| 6.  | «Invincible»                      | Geoff Tate                                              | 3:07     |  |
| 7.  | «Alchemy»                         | Tate                                                    | 7:28     |  |
| 8.  | «The Piper at the Gates of Dawn»  | Atkins, Lande, Eric Martin, Bob Catley, Tate            | 7:20     |  |
| 9.  | «Lavender»                        | Catley                                                  | 4:30     |  |
| 10. | «Requiem for a Dream»             | Michael Kiske                                           | 6:08     |  |
| 11. | «Maniac» (Michael Sembello cover) | Martin                                                  | 4:31     |  |

| Limited edition bonus track |                       |          |  |
| N.º                         | Título                | Duración |  |
| 12.                         | «Heart» (bonus track) | 3:45     |  |

## Personal
Adaptado del folleto del álbum, Nuclear Blasty Blabbermouth.net.
Avantasia
- Tobias Sammet – voz principal, teclado adicional, bajo
- Sascha Paeth – guitarra, bajo, mezcla
- Michael Rodenberg – teclado, piano, orquestación, masterización
- Felix Bohnke – batería

- Ronnie Atkins
- Jørn Lande
- Eric Martín
- Geoff Tate
- Michael Kiske
- Bob Catley
- Noche de candice
- Hansi Kursch
- Mille Petrozza

Músicos adicionales
- Nadia Birkenstock – Arpa celta
- Oliver Hartmann – guitarra principal adicional en la pista 4 y coros
- Herbie Langhans, Billy King, Bridget Fogle, Lerato Sebele, Alvin Le-Bass, Stokely Van Daal (coros)

| Chart (2019)                        | Peak position |
| ----------------------------------- | ------------- |
| Austria (Ö3 Austria)                | 4             |
| Bélgica (Ultratop flamenca)         | 38            |
| Bélgica (Ultratop valona)           | 121           |
| República Checa (ČNS IFPI)          | 8             |
| Países Bajos (Album Top 100)        | 83            |
| Finlandia (Suomen Virallinen Lista) | 13            |
| French Albums (SNEP)                | 43            |
| Alemania (Offizielle Top 100)       | 1             |
| Italian Albums (FIMI)               | 31            |
| Japón (Oricon)                      | 48            |
| Escocia (Scottish Albums Chart)     | 9             |
| Spanish Albums (PROMUSICAE)         | 5             |
| Swedish Albums (Sverigetopplistan)  | 6             |
| Suiza (Schweizer Hitparade)         | 3             |
| Reino Unido (UK Albums Chart)       | 38            |

| Chart (2019)                       | Position |
| ---------------------------------- | -------- |
| German Albums (Offizielle Top 100) | 68       |